# Ciclismo ai Giochi della VII Olimpiade
Le competizioni di ciclismo dei Giochi della VII Olimpiade, tutte maschili, si svolsero dal 9 al 12 agosto 1920 ad Anversa.
Nel programma delle gare di ciclismo su strada vi erano due titoli, individuale e a squadre, assegnati al termine di un'unica gara disputata il 12 agosto come cronometro individuale. La classifica finale della prova a squadre fu determinata sommando i tempi dei primi quattro corridori di ogni nazione meglio piazzati nella graduatoria individuale. Le gare su pista si svolsero al Velodrome Zuremborg che aveva un anello di 400 metri.

## Podi
| Evento                            | Oro                                                                           | Prestazione | Argento                                                             | Prestazione | Bronzo                                                                | Prestazione |
| Ciclismo su strada                |                                                                               |             |                                                                     |             |                                                                       |             |
| Corsa individuale (dettagli)      | Harry Stenqvist                                                               | 4h40'01"    | Henry Kaltenbrunn                                                   | a 1'25"     | Fernand Canteloube                                                    | a 2'53"     |
| Corsa a squadre (dettagli)        | Francia Fernand Canteloube Georges Detreille Achille Souchard Marcel Gobillot | 19h16'43"   | Svezia Harry Stenqvist Ragnar Malm Axel Persson Sigfrid Lundberg    | a 6'27"     | Belgio Jean Janssens Albert de Bunne André Vercruysse Albert Wyckmans | a 12'01"    |
| Ciclismo su pista                 |                                                                               |             |                                                                     |             |                                                                       |             |
| Velocità (dettagli)               | Maurice Peeters                                                               | 12"6        | Thomas Johnson                                                      | -           | Harry Ryan                                                            | -           |
| Tandem (dettagli)                 | Gran Bretagna Harry Ryan Thomas Lance                                         | 11"2        | Sudafrica William Smith James Walker                                | -           | Paesi Bassi Petrus Ikelaar Franciscus de Vreng                        | -           |
| Inseguimento a squadre (dettagli) | Italia Franco Giorgetti Ruggero Ferrario Arnaldo Carli Primo Magnani          | 5'14"2      | Gran Bretagna Albert White Thomas Johnson Jock Stewart Albert Alden | -           | Sudafrica William Smith James Walker Harry Goosen Henry Kaltenbrunn   | -           |
| 50 chilometri (dettagli)          | Henry George                                                                  | 1h16'43"    | Albert Alden                                                        | -           | Petrus Ikelaar                                                        | -           |

## Medagliere
| Pos.   | Paese         | Oro | Argento | Bronzo | Totale |
| ------ | ------------- | --- | ------- | ------ | ------ |
| 1      | Gran Bretagna | 1   | 3       | 1      | 5      |
| 2      | Svezia        | 1   | 1       | 0      | 2      |
| 3      | Paesi Bassi   | 1   | 0       | 2      | 3      |
| 4      | Belgio        | 1   | 0       | 1      | 2      |
| 4      | Francia       | 1   | 0       | 1      | 2      |
| 6      | Italia        | 1   | 0       | 0      | 1      |
| 7      | Sudafrica     | 0   | 2       | 1      | 3      |
| Totale | Totale        | 6   | 6       | 6      | 18     |